# Вест-Джефферсон (Північна Кароліна)
Вест-Джефферсон (англ. West Jefferson) — місто (англ. town) в США, в окрузі Еш штату Північна Кароліна. Населення — 1279 осіб (2020).

## Географія
Вест-Джефферсон розташований за координатами 36°23′33″ пн. ш. 81°29′21″ зх. д. / 36.39250° пн. ш. 81.48917° зх. д. (36.392476, -81.489241).  За даними Бюро перепису населення США в 2010 році місто мало площу 5,40 км², з яких 5,40 км² — суходіл та 0,00 км² — водойми.

## Демографія
Згідно з переписом 2010 року, у місті мешкало 1299 осіб у 620 домогосподарствах у складі 329 родин. Густота населення становила 241 особа/км².  Було 751 помешкання (139/км²).
Расовий склад населення:
| - 92,9 % — білих - 1,0 % — азіатів - 0,8 % — чорних або афроамериканців - 0,2 % — корінних американців - 3,4 % — осіб інших рас |

До двох чи більше рас належало 1,7 %. Частка іспаномовних становила 7,0 % від усіх жителів.
За віковим діапазоном населення розподілялося таким чином: 18,6 % — особи молодші 18 років, 58,0 % — особи у віці 18—64 років, 23,4 % — особи у віці 65 років та старші. Медіана віку мешканця становила 43,9 року. На 100 осіб жіночої статі у місті припадало 93,3 чоловіків;  на 100 жінок у віці від 18 років та старших — 87,9 чоловіків також старших 18 років.
Середній дохід на одне домашнє господарство  становив 40 557 доларів США (медіана — 21 563), а середній дохід на одну сім'ю — 55 135 доларів (медіана — 38 807). Медіана доходів становила 34 375 доларів для чоловіків та 36 630 доларів для жінок. За межею бідності перебувало 30,2 % осіб, у тому числі 32,8 % дітей у віці до 18 років та 17,9 % осіб у віці 65 років та старших.
Цивільне працевлаштоване населення становило 481 особа. Основні галузі зайнятості: роздрібна торгівля — 18,5 %, будівництво — 17,3 %, освіта, охорона здоров'я та соціальна допомога — 16,4 %.